# Haploniscus charcoti
Haploniscus charcoti är en kräftdjursart som beskrevs av Chardy 1975. Haploniscus charcoti ingår i släktet Haploniscus och familjen Haploniscidae. Inga underarter finns listade i Catalogue of Life.